# Grignotage (usinage)
Pour les articles homonymes, voir Grignotage.
Le grignotage en matière d’usinage consiste en l’enlèvement  successif de matière.

## Domaine de la métallurgie
C’est un poinçonnage successif de matière par chevauchement de perforations (comparable à du mortaisage avec un outil qui n’aurait qu’une seule dent). Très utilisé dans l’industrie de la chaudronnerie pour le découpage des tôles, de la carrosserie (réparation) pour le découpage rapide de partie métallique (tôle fine) sans déformation ni échauffement.

## Domaine duBTP

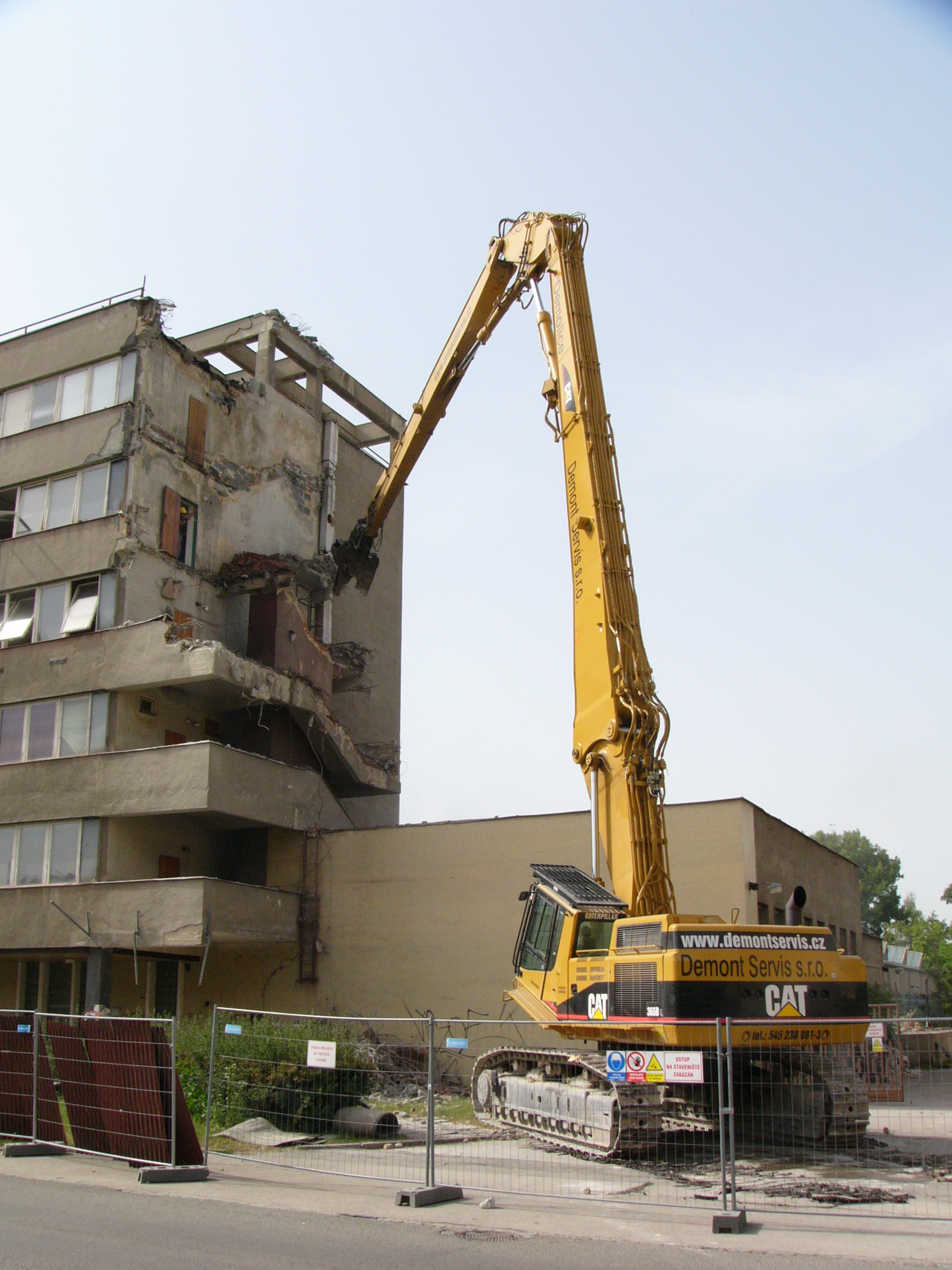
Grignotage d’un bâtiment

Dans le domaine des travaux publics, le grignotage est employé pour la démolition progressive de bâtiment afin d’éviter l’écroulement rapide par choc ou par explosion. L’outil à grignoter à commande hydraulique est monté en bout du balancier d’une pelleteuse à la place du godet. Cette technique n’est limitée que par la puissance de l’engin et la hauteur de la construction à démolir.

## Grignoteuse
En matière de machines à grignoter, le choix est aussi complet que pour toute technique d’usinage : depuis la simple machine à main jusqu’à la plus sophistiquée des machines à commandes numériques.
- La cisaille-grignoteuse : contrairement à la cisaille à tôle normale qui déforme légèrement la tôle, la cisaille-grignoteuse découpe par poinçonnages successifs.

- la grignoteuse électrique ou pneumatique : tenue en main elle est d’une manipulation aussi simple qu’une perceuse. L’épaisseur moyenne à grignoter varie en fonction de la matière (1 mm pour l’acier dur, 1,6 pour acier doux, 0,8 pour l’inox et 2,5 mm pour l’aluminium).

- Dans la métallurgie, la poinçonneuse-grignoteuse réalise le découpage de tôle d’une épaisseur de l’ordre de 3 mm d’épaisseur. Comme son nom l’indique, cette machine à commandes numériques réalise aussi bien du poinçonnage que de la découpe par grignotage. L’usinage sous lubrification est extrêmement rapide et précis[1]

## Avantages-inconvénients
- Pas de déformation de la matière,
- maniement aisé, plus simple qu’une scie sauteuse,
- largeur de coupe plus large que les autres moyens (depuis 6 mm et au-delà),

## Sources et références
1. ↑  « Vidéos de poinçonnage ! Poinçonneuses hydrauliques ! - Rocd@cier », sur Rocd@cier, 18 août 2017 (consulté le 17 octobre 2020).

- Cours de technologie générale des mécaniciens, classe de 1re, lycée technique.